# Solanum jamesii
Solanum jamesii är en potatisväxtart som beskrevs av John Torrey. Solanum jamesii ingår i släktet skattor som ingår i familjen potatisväxter. Inga underarter finns listade i Catalogue of Life.